# Wenn Marie nur nicht so launisch wär’
Wenn Marie nur nicht so launisch wär’ (Originaltitel: Les Caprices de Marie) ist eine französisch-Italienische Komödie aus dem Jahre 1970. Regie führte Philippe de Broca.

## Handlung
In einer Kleinstadt in der Normandie leben Marie, die an Misswahlen teilnimmt, und der Grundschullehrer Gabriel, der in sie verliebt ist. Zudem gibt es weitere schrullige Personen. Der Bürgermeister lässt zum Beispiel sämtliche Meldungen über Kriege und Gewalt in den Zeitungen und den Wochenschauen zensieren.
Zur selben Zeit verbringt der New Yorker Industrielle Broderick McPower seinen Urlaub in der Nähe der Kleinstadt. Als er erfährt, dass Marie die Misswahl gewonnen hat, möchte er sie unbedingt heiraten. Trotz seines Reichtums benimmt er sich oft ungehobelt und sein Geschmack ist dekadent.
Die Hochzeitsvorbereitungen werden immer wieder von Unannehmlichkeiten durchbrochen. Am Ende beschließt Broderick, die Kleinstadt nach New York zu verlegen und dort Marie zu heiraten. Als einziger Bewohner bleibt aber Gabriel in Frankreich zurück.
Durch den hohen finanziellen Aufwand gerät Brodericks Firma  schnell in Schwierigkeiten, er kann aber die Ausgaben wieder amortisieren, indem er die französische Stadt in einen Freizeitpark umwandelt. Da sich nun die Bewohner endgültig nicht mehr dort wohlfühlen, möchten sie wieder nach Frankreich umgesiedelt werden. Broderick begreift, dass es sinnlos ist, um Marie zu werben und lässt auch sie zu nach Frankreich und zu Gabriel zurückkehren.
Dort heiraten die beiden. Zur Überraschung schickt Broderick ihnen ein Hochzeitsgeschenk.

## Produktion und Veröffentlichung
Der Film wurde in der Zeit vom 11. Juli bis zum 12. September 1969 in Frankreich im Département Eure-et-Loir und in New York City gedreht. 
Premiere des Films in Frankreich war am 26. Februar 1970. Die deutsche Erstaufführung fand am 10. April 1976 im ZDF statt.

## Kritik
„Eine nicht ganz klischeefreie Komödie mit einigen originellen Gags, die französische und amerikanische Lebensweise mit leiser Ironie gegenüberstellt. Unbeschwert-fröhliche Unterhaltung.“